# Dallara Academy
La Dallara Academy è un museo polifunzionale con sede a Varano de' Melegari in Italia.

## Descrizione
Inaugurato il 21 settembre 2018 è situato nei pressi della sede dell'omonima azienda. L'edificio (che occupa una superficie di 5500 m²) che lo ospita è stato realizzato da Alfonso Femia e si articola su due piani, messi in comunicazione da una rampa curvilinea. La zona espositiva ha la forma di una curva parabolica sopraelevata di un circuito, e contiene tutte le vetture progettate da Gian Paolo Dallara come Lamborghini Miura e Fiat X1/9 e dall'azienda Dallara come le vetture di Formula 1 della Haas, Indycar, prototipi di Le Mans, Formula 3 e Formula E.
In un'altra area dell'edificio sono presenti dei laboratori didattici ideati per gli studenti, per la dimostrazione delle leggi della fisica applicate alla progettazione ed allo sviluppo delle vetture da competizione.
Al primo piano si tengono le lezioni del corso di laurea magistrale in Racing Car Design del Muner (Motorvehicle University of Emilia-Romagna).
Inoltre è presente una sala meeting dalla capienza di 350 posti.